# أوبرهاوزن
 أوبرهاوزن أو أُبَرهَوزِن هي من مدن ولاية شمال الراين - وستفاليا الواقعة بغرب ألمانيا، تبعد بـ 30 كيلومتر عن دوسلدورف.

## معلومات عن أوبرهاوزن
- الرمز البريدي: من 46001 إلى 46149.
- الموقع الجغرافي: 31°50 شمالاً، 28°6 شرقاً
- الارتفاع: من 25 إلى 78 متر
- المساحة: 77,04 كيلومتر مربع
- السكان: 218898 نسمة (31 دجنبر 2005)
- الكثافة السكانية: 2841 ن/كيلومتر²
- الموقع الرسمي: http://www.oberhausen.de

## توأمة
لأوبرهاوزن اتفاقيات توأمة مع كل من:
- إجليسياس
- كاربونيا
- ميدلزبرة
- زاباروجيا (20 مايو 1986 - )
- فرايتال (1990 - )
- مرسين

## أعلام
- ديتمار ياكوبس
- ماريتا لورينز
- ديتر هيرتسوغ
- إريك كمبكا
- إريش يوسكوفياك
- الأخطبوط بول
- ماكس ماير
- باول لانج
- كارل كلوغ
- كرت ديبنر